# Camorim
Camorim est un quartier de la zone ouest de la ville de Rio de Janeiro, au Brésil.

## Présentation
Le quartier appartient à la région administrative de Barra da Tijuca. Ses quartiers voisins sont Jacarepaguá, Recreio dos Bandeirantes, Vargem Pequena et Vargem Grande. Il est peu peuplé mais accueille une partie de parc de la Pierre Blanche (Parque da Pedra Branca) où il est possible d'observer une faune et une flore très riche ainsi que de très beaux paysages.
Le quartier accueille par ailleurs le plus grand centre de conventions d'Amérique latine, le Riocentro, ainsi que certaines infrastructures sportives et le village olympique des Jeux olympiques d'été de 2016.